# Åsvær

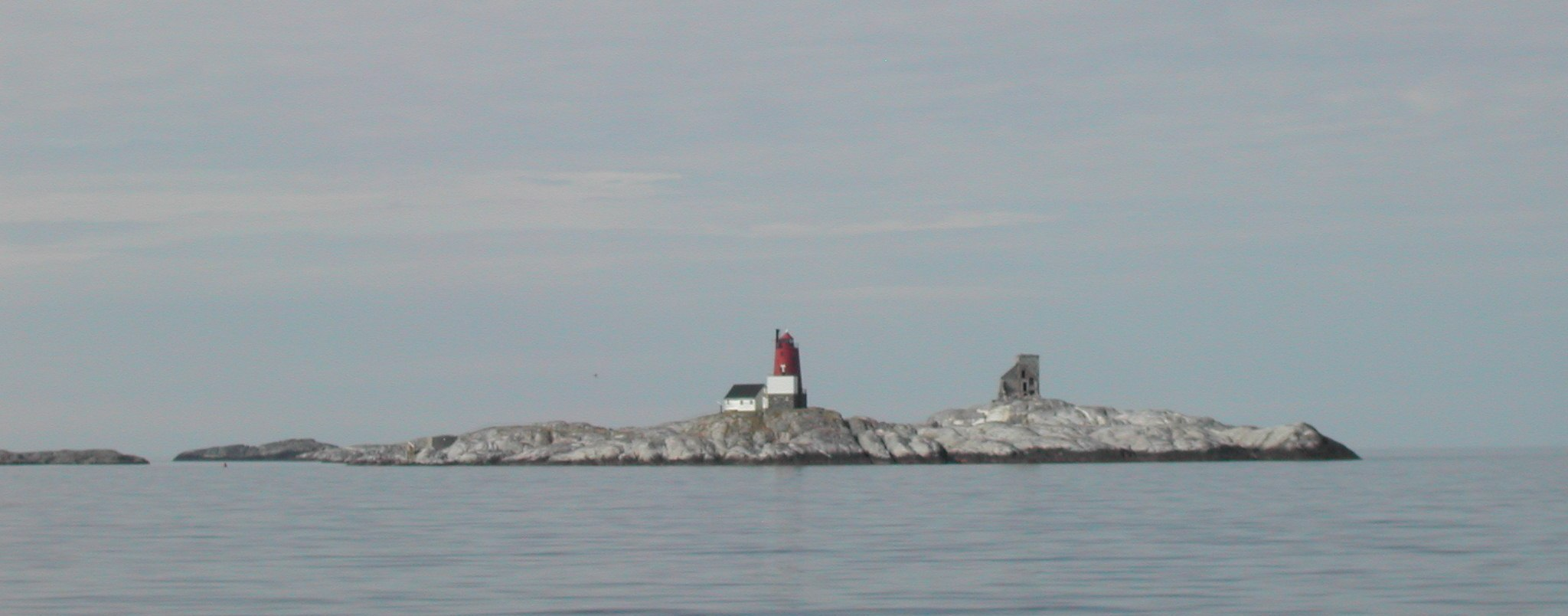
Åsvær fyr

Åsvær és un petit grup d'illes, pertanyents a Noruega, situades al Cercle polar àrtic. Pertanyen al municipi de Dønna (comtat de Nordland) i ocupen una superfície de 6.549 hectàrees. L'arxipèlag està dotat d'un far des del 1876. És un centre important de pesca d'arengada.